# Бановина (Югославия)
Бановината, или банат, в Кралството на сърби, хървати и словенци и приемника му Кралство Югославия е административно-териториална единица от най-високо ниво през периода от 1929 до 1941 г. Съответства на област или провинция.
Името идва от титлата на управителя, наречен бан. Ето защо, освен термина бановина, се среща и дублетната форма банат.
Характерна особеност в схемата за административно-териториално деление е преднамереното прокарване на границите на бановините така, че техният национален състав да е смесен, за да се предотвратят възможни опити за сепаратизъм.
В състава на държавата са влизали:
- Вардарска бановина (столица гр. Скопие)
- Върбаска бановина (столица гр. Баня Лука)
- Дравска бановина (столица гр. Любляна)
- Дринска бановина (столица гр. Сараево)
- Дунавска бановина (столица гр. Нови Сад)
- Зетска бановина (столица гр. Цетине)
- Моравска бановина (столица гр. Ниш)
- Приморска бановина (столица гр. Сплит)
- Савска бановина (столица гр. Загреб)
- Хърватска бановина (столица гр. Загреб) – възниква от обединението на Савска и Приморска бановини през август 1939 г. в резултат от споразумението на Селско-демократическата коалиция с правителството на Драгиша Цветкович за предоставяне на известна автономия на Хърватия.

Град Белград, заедно със Земун и Панчево, е съставлявал отделна административно-териториална единица, независима от бановините.